# Deixe-me Viver
Deixe-me Viver é um filme brasileiro de 2016, do gênero drama, dirigido e escrito por Clóvis Vieira.

## Sinopse
O jovem espírita Luiz Sérgio (Bernardo Dugin) foi convidado para uma grande obra. Ele é convocado para escrever diversos livros espíritas, sendo um deles Deixe-me Viver. Para poder escrever tal livro, ele busca inspiração em uma jornada em busca de resgatar espíritos que se encontram nos umbrais, local onde os espíritos vão para poder pagar por seus pecados. Nessa busca, ele encontra vários casos de abandono e descaso.

## Elenco
- Bernardo Dugin como Luiz Sérgio
- Fernando Peron como Aluísio
- Sabrina Petraglia como Dra. Kelly Gravado
- Rocco Pitanga como Mestre Otávio
- Renata Sayuri como Irmã Rosália
- Thomaz Costa como Gustavo
- Mário Cardoso como Máximo

## Produção
O filme é baseado no romance espírita Deixe-me Viver, publicado em 1998 por meio da psicografia da médium Irene Pacheco com autoria espiritual de Luiz Sergio, um estudante de engenharia que faleceu em 1973, aos 23 anos, vítima de um acidente de carro.
O diretor e roteirista do filme, Clóvis Vieira, adquiriu os direitos autorais para adaptar o romance em 2000. Foram 16 anos de pesquisa e produção para que então o filme fosse lançado. O ator Bernardo Dugin, que interpreta o protagonista Luiz Sérgio, afirma ter sentido a presença do espírito durante as gravações do filme.

## Lançamento
O filme chegou aos cinemas em 13 de outubro de 2016.

## Recepção

### Resposta dos críticos
Escrevendo para o website Cinem(ação), Lucas Albuquerque disse que "Em Deixe-me Viver há o objetivo de passar uma mensagem, mas ela é apenas panfletária, não há uma discussão mínima que fuja do mais raso maniqueísmo e servindo apenas para os integrantes da doutrina que não queiram ver um filme – mas só ter uma aula."